# Lom v Kozlově
Lom v Kozlově je zaniklý malý lom na kámen, kde se povrchově těžila převážně břidlice a částečně také droba. Lom se nachází v obci Kozlov na hranici vojenského újezdu Libavá v pohoří Oderské vrchy v okrese Olomouc v Olomouckém kraji. V období před zmenšením rozlohy vojenského újezdu Libavá se lom nacházel ve vojenském prostoru a nyní již tomu tak není a lokalita je volně přístupná. V lomu jsou vidět odkryté skalní stěny na severní hranici Kozlova ve svazích masivu kopce Přemkova zákoutí. V lomu se těžilo v 19. a 20. století a je zarostlý vegetací rostoucí na suťových svazích. Dle Ottova slovníku naučného (heslo Kozlov), byla zahájena těžba břidlice v roce 1832 s využitím hlavně pro pokrývačské účely.

## Galerie

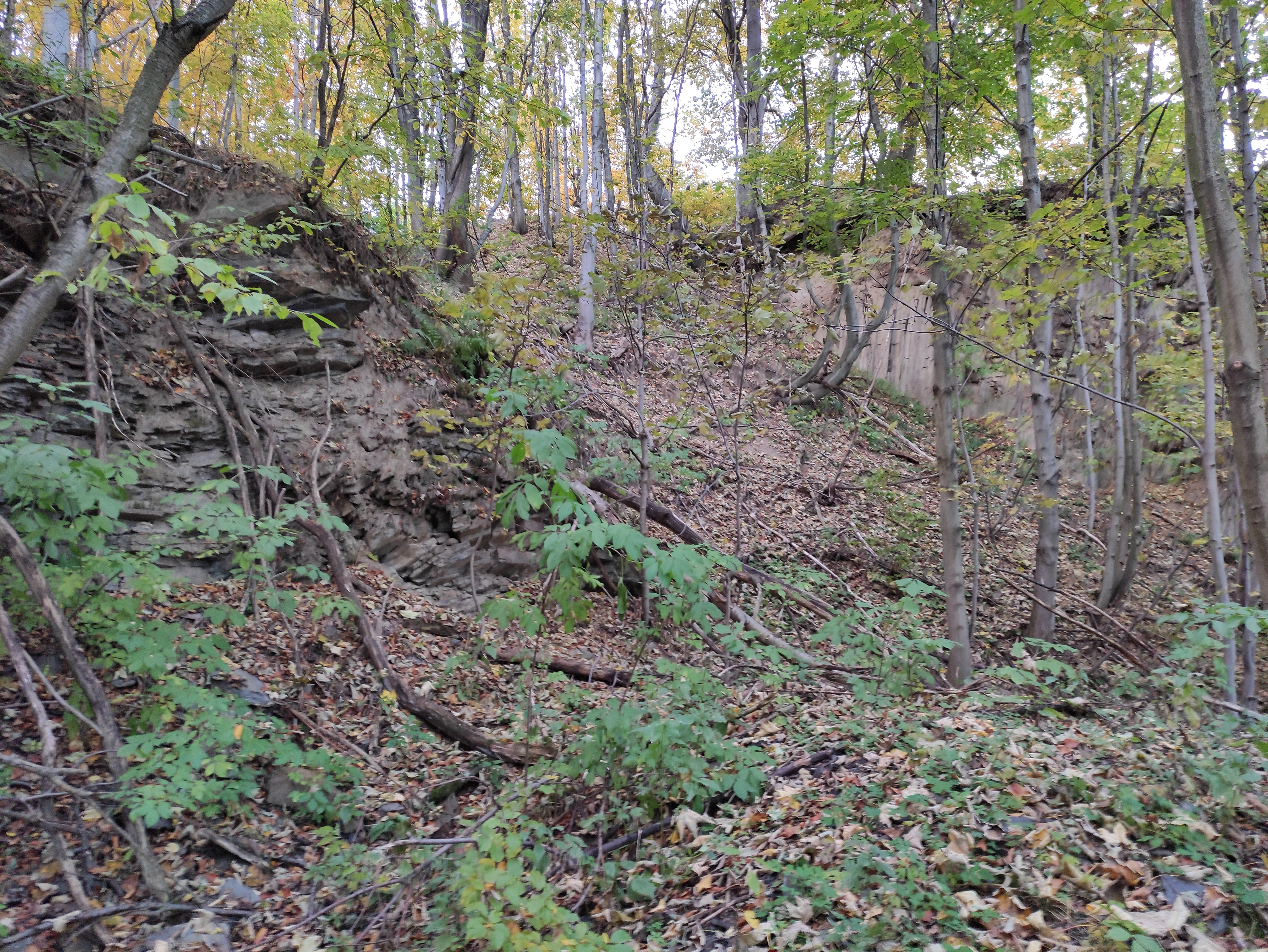